# Odishon
Ōdishon (オーディション, Ōdishon) buiten Japan beter bekend als Audition, is een Japanse horrorfilm uit 1999 van regisseur Takashi Miike. De film ontwikkelde een cultstatus vanwege zowel de haar toegekende kwaliteit van het verhaal als vanwege haar extreme sadisme, op basis waarvan de productie ook een Category III-classificatie draagt. Odishon is gebaseerd op het gelijknamige boek van Ryū Murakami.

## Verhaal

### Audities
Odishon (Japans voor auditie) begint wanneer Shigeharu Aoyama (Ryo Ishibashi) aan zijn vriend Yasuhisa Yoshikawa (Jun Kunimura) vertelt dat hij zich zo eenzaam voelt sinds de dood van zijn vrouw, zeven jaar daarvoor. Filmproducent Yoshikawa nodigt hem daarop uit naar de audities van zijn volgende film te komen, om te kijken of daar geen geschikte vrouw voor hem op af komt. Aoyama raakt daarbij verkikkerd op de jonge, stille Yamazaki Asami (Eihi Shiina).

### Samenzijn met Asami
Yoshikawa vertelt Aoyama dat hij een naar gevoel heeft bij het meisje. Hij kan niemand bereiken die ze op haar cv vermeld heeft staan. Na een paar dagen blijkt Aoyama haar echter niet te kunnen vergeten, waarop hij Asami toch opbelt en met haar afspreekt. Na een paar afspraakjes vertrouwt ze hem toe dat ze vroeger misbruikt werd en laat hem haar littekens zien. Aoyama moet beloven dat hij alleen van haar zal houden, wat hij doet. Nadat ze samen de nacht doorbrengen, blijkt Asami de volgende morgen verdwenen. Aoyama zoekt op alle plaatsen uit haar verleden, maar kan haar nergens meer vinden. Terwijl hij op zoek is, vindt Asami bij hem thuis een foto van zijn overleden vrouw, wat haar razend maakt. Aoyama zou alleen van haar houden. Ze stopt een anestheticum in zijn drankje en verstopt zich.
Wanneer het beeld terugkeert naar het huis van Aoyama ligt hij verdoofd, maar bij bewustzijn op de grond. Wanneer Asami tevoorschijn komt, injecteert ze hem met een substantie die hem volledig verlamt, maar tegelijk volledig in staat stelt alles te voelen. Ze vertelt hem dat hij niet in staat is volledig van haar te houden en dat ze hem zal leren wat het is om echt iemand nodig te hebben. Daarop martelt ze hem door naalden in zijn buik te steken en achter zijn ogen. Asami hakt zijn voet af met een pianosnaar.

### Climax
Dan komt Aoyama's zoon Shigehiko (Tetsu Sawaki) thuis. Wanneer hij binnenloopt en zijn vader levend maar machteloos op de grond ziet liggen, bespringt Asami hem. Ze probeert hem ook te verdoven met een verdovende spray, maar faalt. Shigehiko werkt Asami van zich af en schopt haar van de trap, waarbij ze haar nek breekt. Dan kan Shigehiko de politie gaan bellen.

## Vertelstructuur
Odishon wordt niet volledig chronologisch verteld. In flashbacks en tussenstukjes midden in stukken verhaal, krijgt te kijker te zien wat zich afspeelde in Asami's verleden en op plaatsen waar de hoofdpersonages zich op dat moment niet bevinden, zoals in Asami's huis. In deze stukken krijgt de kijker informatie die het perspectief aanvullen van het gaande verhaal. Asami blijkt zich alleen thuis erg zonderling te gedragen en er staat een dichtgemaakte, bewegende zak in haar hal.

## Rolverdeling
| Acteur          | Personage          |
| --------------- | ------------------ |
| Eihi Shiina     | Asami Yamazaki     |
| Ryo Ishibashi   | Shigeharu Aoyama   |
| Jun Kunimura    | Yasuhisa Yoshikawa |
| Tetsu Sawaki    | Shigehiko Aoyama   |
| Miyuki Matsuda  | Ryoko Aoyama       |
| Toshie Negishi  | Rie                |
| Shigeru Saiki   |                    |
| Ken Mitsuishi   |                    |
| Ren Ohsugi      | Shimada            |
| Renji Ishibashi |                    |

## Trivia
- Het pijnigen met naalden was regisseur Miike blijkbaar goed bevallen. In zijn bijdrage aan de horrorserie Masters of Horror uit 2006 moet wederom een slachtoffer geloven aan injecties met naalden op plaatsen die een percentage mensen ziet als meer dan gemiddeld pijnlijk. De betreffende aflevering van Masters of Horror, genaamd Imprint, is het enige deel uit de serie die het Amerikaanse Showtime weigerde uit te zenden, op grond van te grove beelden. De aflevering verscheen in 2006 wel op dvd.
- In de videoclip bij het nummer Honey, This Mirror Isn't Big Enough For The Two Of Us van My Chemical Romance wordt een samenvatting van Odishon nagespeeld.